# Vue du port de Rochefort, prise du magasin des Colonies
Vue du port de Rochefort, prise du magasin des Colonies est une huile sur toile réalisée en 1762 par le peintre français Joseph Vernet. Conservée au musée national de la Marine de Paris, l'œuvre est un dépôt du musée du Louvre depuis 1943.

## Genèse de l’œuvre
C’est le quatorzième tableau réalisé pour la série Vues des ports de France, commandée en 1753 par le marquis de Marigny pour le roi Louis XV et exécutée entre 1754 et 1765.
La scène est peinte à Rochefort, depuis le magasin des Colonies, un bâtiment destiné au stockage des produits en provenance des colonies ainsi qu'aux fournitures à leur destination.

## Description
La vue est prise le matin. La composition met en valeur, sur la droite, la corderie royale. À l’arrière-plan, on distingue les magasins, un feu allumé pour un navire abattu en carène, ainsi qu’un vaisseau en cours de construction.
Au premier plan, Vernet peint les différentes activités liées à la production de cordage. Du chanvre est débarqué pour la corderie et des rouleaux de cordes sont transportés jusqu’au navire.
La ville de Rochefort n’est évoquée que par le clocher de l’église Saint-Louis, à l’arrière de la corderie.

## Réception
La toile est exposée au Salon de peinture et de sculpture de 1763.